# Frontière entre l'Arabie saoudite et le Qatar
La frontière entre l'Arabie saoudite et le Qatar est la frontière maritime et terrestre séparant l'Arabie saoudite et le Qatar. Fermant au sud la péninsule sur laquelle se trouve l'émirat qatari, la frontière terrestre est longue de 60 kilomètres formant une sorte d'arc de cercle d'ouest en est. Elle est l'unique frontière terrestre du Qatar et la moins longue des cinq frontières terrestres de l'Arabie saoudite.  

## Tracé
Du nord-ouest au sud-est, la frontière est d'abord maritime, traversant la baie de Salwa (Dawhat Salwa, au fond du golfe de Bahreïn), elle se prolonge par une  frontière terrestre depuis le fond de cette baie, frontière qui suit une direction sud-est avant de remonter progressivement vers le nord-est et s'achève sur le bord du Khawr al Udayd, une baie très fermée, qualifiée parfois de mer intérieure, au sud-ouest du Qatar et se prolonge par une nouvelle frontière maritime dans la partie méridionale de cette baie jusque dans le golfe Persique. Désertique, la frontière terrestre dispose de deux postes-frontières sur les deux seules voies routières la franchissant, deux autoroutes, la Salwa Road, à l'ouest non loin de la baie de Salwa et la Qatar-UAE Road, au centre (la Qatar-UAE Road relie via l'Arabie saoudite, le Qatar aux Émirats arabes unis). Ce sont les deux seules routes reliant le Qatar à l'extérieur, les travaux du pont de l'Amitié devant relier le Qatar à l'île de Bahreïn n'ayant toujours pas commencé. 

## Histoire
En juin 2017, le conflit larvé entre le Qatar et l'Arabie saoudite éclate en une vraie crise diplomatique et le royaume saoudien décide de la fermeture de la frontière terrestre ainsi que des frontières maritime et aérienne (les Émirats arabes unis et Bahreïn ferment également leur frontière maritime et aérienne avec l'émirat qatari). Afin d'isoler encore plus le Qatar, l'Arabie saoudite projette la construction du canal Salwa le long de la frontière, transformant la péninsule en véritable île.
La résolution de cette crise diplomatique le 4 janvier 2021 permet la réouverture de la frontière.